# Mi calle
Mi calle és una pel·lícula espanyola de 1960 dirigida per Edgar Neville. Va ser l'última pel·lícula d'aquest director i posseeix moltes qualitats del seu cinema: Riquesa costumista i de personatges, el reflex impecable del Madrid més castís, aquest toc de comèdia pintoresca i desenfadada i un bon planter d'actors.

## Sinopsi
Retrat costumista del Madrid de començaments del segle XX fins als anys quaranta, centrat en una dels seus carrers, en la qual viuen i conviuen diverses famílies de variada posició econòmica i social. Se succeeixen les xerrades, les tafaneries, les penes i les alegries quotidianes dins d'un transcórrer amable i lleugerament sorneguer que dissimula la tragèdia que sempre apunta encara que ens l'amenitzin amb música d'organillo.